# Waylon Smithers
Waylon Smithers, Jr eller blot Smithers er en fiktiv person fra Simpsons-tegnefilmsuniverset. Smithers er indtalt af Harry Shearer.
Smithers er en af de figurer som stort set har været med siden seriens start, men agerer oftest som biperson, i så godt som alle afsnit han medvirker i. Han arbejder på Springfield Nuclear Power Plant, hvor han fungerer som administrerende direktør og personlig tjener for Montgomery Burns (Burns). 
 I mange af afsnittene får man hints om at han er homoseksuel, selvom han dog aldrig officielt har erkendt det. Eksempelvis ser man i flere afsnit at han har en tilbagevendende drøm om at hans egen chef, Burns, kommer svævende ind af hans vindue, mens han ligger i sin seng. Han har desuden mange replikker som antyder at han har en hemmelig forelskelse i Burns. Derudover har han i et enkelt afsnit kysset Mr. Burns, idet han troede at jorden ville gå under.